# Stazione di Roccarainola
Stazione di Roccarainola vasútállomás Olaszországban, Roccarainola településen.

## Vasútvonalak
Az állomást az alábbi vasútvonalak érintik:
- Nápoly–Nola–Baiano-vasútvonal

## Kapcsolódó állomások
A vasútállomáshoz az alábbi állomások vannak a legközelebb:
- Stazione di Avella
- Stazione di Cicciano
- Stazione di Camposano